# 俺たちのフォーク!
『俺たちのフォーク!』（おれたちのフォーク!）は、2005年11月18日に発売された、1970年代を中心とするフォークソングやニューミュージック系の楽曲を集めたCD2枚組のコンピレーション・アルバム。また、このアルバムでは、全曲コード付きとなっている。

## 収録曲

### CD-1 (VICL-61804)
1. 友よ/岡林信康
  - 作詞・作曲：岡林信康、編曲：岡林信康
2. 遠い世界に/五つの赤い風船
  - 作詞・作曲：西岡たかし、編曲：西岡たかし
3. 死んだ男の残したものは/高石友也
  - 作詞：谷川俊太郎、作曲：武満徹、編曲：高石友也
4. 走れコウタロー/ソルティー・シュガー
  - 作詞・作曲：池田謙吉・前田伸夫、編曲：ソルティー・シュガー
5. 悩み多き物よ/斉藤哲夫
  - 作詞・作曲：斉藤哲夫、編曲：斉藤哲夫
6. 自転車に乗って（‘71中津川フォークジャンボリーライブ）/高田渡
  - 作詞・作曲：高田渡
7. 時にまかせて/金延幸子
  - 作詞・作曲：金延幸子、編曲：CHELSEA
8. カレーライス（‘71中津川フォークジャンボリーライブ）/遠藤賢司
  - 作詞・作曲：遠藤賢司
9. 誰もいない海/トワ・エ・モワ
  - 作詞：山口洋子、作曲：内藤法美、編曲：森岡賢一郎
10. 12月の雨の日/はっぴいえんど
  - 作詞：松本隆、作曲：大瀧詠一
11. 万年床/なぎらけんいち
  - 作詞・作曲：なぎらけんいち、編曲：ヒロ柳田
12. 春夏秋冬 (1988ver.)/泉谷しげる
  - 作詞・作曲：泉谷しげる、編曲：泉谷しげる×ルーザー
13. サルビアの花/岩渕リリ
  - 作詞：相沢靖子、作曲：早川義夫、編曲：小野崎孝輔
14. 赤色エレジー/あがた森魚
  - 作詞：八洲秀章、作曲：あがた森魚
15. プカプカ/西岡恭蔵
  - 作詞・作曲：西岡恭蔵、編曲：西岡恭蔵
16. 出発の歌/上條恒彦と六文銭
  - 作詞：及川恒平、作曲：小室等、編曲：木田高介
17. 旅の宿/吉田拓郎
  - 作詞：岡本おさみ、作曲：吉田拓郎
18. 竹田の子守唄/赤い鳥
  - 作詞・作曲：不明、編曲：赤い鳥
19. 神田川 (NY LIVE)/南こうせつ
  - 作詞：喜多條忠、作曲：南こうせつ
20. 白いギター/チェリッシュ
  - 作詞：林春生、作曲：馬飼野俊一、編曲：馬飼野俊一
21. 学生街の喫茶店/ガロ
  - 作詞：山上路夫、作曲：すぎやまこういち、編曲：大野克夫

### CD-2 (VICL-61805)
1. 心の旅 (1997 ver.)/チューリップ
  - 作詞・作曲：財津和夫、編曲：チューリップ
2. あなた/小坂明子
  - 作詞・作曲：小坂明子、編曲：宮川泰
3. 夏しぐれ/アルフィー
  - 作詞：松本隆、作曲：筒美京平、編曲：筒美京平
4. 東京/マイ・ペース
  - 作詞・作曲：森田貢、編曲：マイ・ペース
5. 夕暮れ時は淋しそう/NSP
  - 作詞・作曲：天野滋、編曲：福井峻
6. 母に捧げるバラード/海援隊
  - 作詞：武田鉄矢、作曲：海援隊
7. 精霊流し/グレープ
  - 作詞・作曲：さだまさし、編曲：グレープ
8. 気分を変えて (1995 ver.)/山崎ハコ
  - 作詞・作曲：山崎ハコ、編曲：武川雅寛
9. 卒業写真/ハイ・ファイ・セット
  - 作詞・作曲：荒井由実、編曲：服部克久
10. 22才の別れ/風
  - 作詞・作曲：伊勢正三、編曲：石川鷹彦
11. 遠くで汽笛を聞きながら/アリス
  - 作詞：谷村新司、作曲：堀内孝雄、編曲：青木望
12. 『いちご白書』をもう一度/バンバン
  - 作詞・作曲：荒井由実、編曲：瀬尾一三
13. 想い出まくら/小坂恭子
  - 作詞・作曲：小坂恭子、編曲：福井峻
14. 目覚めた時には晴れていた/伝書鳩
  - 作詞：阿久悠、作曲：坂田晃一、編曲：坂田晃一
15. 酒と泪と男と女 (Original version)/河島英五
  - 作詞・作曲：河島英五、編曲：宮本光雄
16. わかって下さい/因幡晃
  - 作詞・作曲：因幡晃、編曲：クニ河内
17. なごり雪 (2002 ver.)/イルカ
  - 作詞・作曲：伊勢正三、編曲：松任谷正隆
18. い・に・し・え/日暮し
  - 作詞・作曲：竹田清一、編曲：星勝
19. 旅立ち/松山千春
  - 作詞・作曲：松山千春、編曲：松井忠重

## 関連シリーズ（「俺たちのフォーク!」シリーズ）
- 俺たちのフォーク! 〜フォーエバー〜
- 俺たちのフォーク!旅情篇
- 俺たちのフォーク!デラックス
- 俺たちのフォーク!LOVE&PEACE
- 俺たちのフォーク!あゝ青春慕情
- 俺たちのフォーク!カバー篇